# Krasnoje Selo (Kaliningrad)
Krasnoje Selo (russisch Красное Село, deutsch Klapaten, 1938 bis 1945 Angerwiese, litauisch Klapatai) ist ein Ort in der russischen Oblast Kaliningrad. Er gehört zur kommunalen Selbstverwaltungseinheit Stadtkreis Neman im Rajon Neman. Der Ort erstreckt sich auch auf den ehemaligen Ort Kiauschälen, 1938 bis 1945 Kleinmark. 

## Geographische Lage
Krasnoje Selpo liegt acht Kilometer südöstlich der Kreisstadt Neman (Ragnit) an der Kommunalstraße 27K-375, welche die Regionalstraße 27A-033 (ex A198) bei Podgornoje (Titschken/Tischken) mit der Kommunalstraße 27K-067 von Neman nach Schilino (Szillen) verbindet. Der Ort war einmal Bahnstation an der nicht mehr für Personenverkehr betriebenen Bahnstrecke Sowetsk–Nesterow.

## Geschichte

### Klapaten (Angerwiese)
Das ehemals Klapaten genannte Dorf bestand vor 1945 aus ein paar kleinen Höfen und Gehöften. Zwischen 1874 und 1945 war der Ort in den Amtsbezirk Pucknen eingegliedert, der zum Kreis Ragnit, ab 1922 zum Landkreis Tilsit-Ragnit im Regierungsbezirk Gumbinnen der preußischen Provinz Ostpreußen gehörte.
1910 waren 293 Einwohner in Klapaten gemeldet. Im Jahre 1933 waren es nur noch 218 und 1939 noch 209.
Am 3. Juni 1938 wurde Klapaten offiziell in „Angerwiese“ umbenannt. 1945 wurde das Dorf in die Sowjetunion überführt.

### Kiauschälen (Kleinmark)
Das kleine einst Kiauschälen genannte Dorf wurde 1874 in den neu errichteten Amtsbezirk Pucknen (russisch: Luganskoje, nicht mehr existent) eingegliedert. Er gehörte zum Kreis Ragnit, von 1922 bis 1945 zum Landkreis Tilsit-Ragnit im Regierungsbezirk Gumbinnen der preußischen Provinz Ostpreußen. 
Im Jahre 1910 waren hier 97 Einwohner registriert. Ihre Zahl verringerte sich bis 1933 auf 86 und belief sich 1939 noch auf 73. 
Aus politisch-ideologischen Gründen der Vermeidung nicht deutsch klingender Ortsnamen wurde Kiauschälen am 3. Juni – amtlich bestätigt am 16. Juli – des Jahres 1938 in „Kleinmark“ umbenannt. Im Jahre 1945 wurde der Ort mit dem nördlichen Ostpreußen in Kriegsfolge der Sowjetunion zugeordnet.

### Krasnoje Selo
Im Jahr 1947 erhielt der Ort Klapaten die russische Bezeichnung „Krasnoje Selo“ und wurde gleichzeitig in den Dorfsowjet Bolschesselski selski Sowet im Rajon Sowetsk eingeordnet. Später gelangte der Ort in den Rakitinski selski Sowet. Von 2008 bis 2016 gehörte Krasnoje Selo zur städtischen Gemeinde Nemanskoje gorodskoje posselenije und seither zum Stadtkreis Neman.

## Kirche
Sowohl Kiauschälen resp. Kleinmark als auch Klapaten resp. Angerwiese waren vor 1945 mit ihrer meistenteils evangelischen Bevölkerung in das Kirchspiel der Evangelischen Kirche Ragnit eingepfarrt. Es war Teil der Diözese Ragnit im Kirchenkreis Tilsit-Ragnit innerhalb der Kirchenprovinz Ostpreußen der Kirche der Altpreußischen Union. Heute liegt Krasnoje Selo im weitgefächerten Einzugsgebiet der evangelisch-lutherischen Gemeinde in Sabrodino (Lesgewangminnen, 1938 bis 1946 Lesgeangen), die zur Propstei Kaliningrad (Königsberg) der Evangelisch-lutherischen Kirche Europäisches Russland gehört.